# 朝鮮民主主義人民共和国の首相
朝鮮民主主義人民共和国の首相（ちょうせんみんしゅしゅぎじんみんきょうわこくのしゅしょう）は、朝鮮民主主義人民共和国（北朝鮮）の政府の長である。

## 概要
1948年9月9日の建国以降、1972年12月27日の朝鮮民主主義人民共和国社会主義憲法の制定と1998年9月5日の同憲法改正に伴う国家機構の再編によって、北朝鮮の行政府ならびに首相の呼称・権限は改められている。

## 内閣首相（1948年 - 1972年）
1948年9月8日の朝鮮民主主義人民共和国憲法（1948年憲法）制定により、同国の国家主権の最高執行機関として内閣が設置された。そして、内閣の首長として内閣首相の職が設けられ、朝鮮民主主義人民共和国政府の主席として位置づけられた。翌日の建国に伴い、金日成が初代内閣首相に就任した。

### 選出
1948年憲法第37条第1項によれば、最高人民会議が内閣を組織することになっている。そのため、内閣の構成員である内閣首相は最高人民会議によって選出されることになる。

### 職権
- 朝鮮民主主義人民共和国政府の主席として、内閣会議を招集し、指導する。
- 内閣決定に署名し、公布する。
- 最高人民会議の休会中、最高人民会議常任委員会委員の任命を提議する。

#### 内閣の職権・任務
参考として、1948年憲法における内閣の職権・任務を掲げる。内閣首相は内閣の首長としてこれらを統括・指導することになる。
1. 憲法および法令に依拠して内閣決定および指示を公布する。
2. 省および直属機関の事業を統括し、指導する。
3. 対外関係における全般的指導および外国との条約締結。
4. 対外貿易の管理。
5. 地方主権機関（各級人民委員会）の指導。
6. 貨幣および信用制度の組織。
7. 国家予算の編成、国家予算および地方予算に入る租税および輸入の編成。
8. 国家産業・商業機関・農村経営機関および国家運送・逓信機関の指導。
9. 社会秩序の維持、国家の利益保護および公民の権利保障に関する対策の樹立。
10. 土地・資源・山林および河海の利用に関する基本原則の樹立。
11. 教育・文化・科学・芸術および保険に関する指導。
12. 人民の経済および文化生活の水準を向上させるための政治的、経済的、社会的対策の樹立。
13. 朝鮮人民軍編制に関する指導、朝鮮人民軍高級将官の任免。
14. 副相（副大臣）、主要産業機関の責任者および大学総長の任免。
15. 各省の省令・規則または道人民委員会の決定・指示が、憲法・法令・政令または内閣の決定・指示に抵触する場合、これを廃止することができる。

内閣は最高人民会議に国政上の責任を負い、最高人民会議休会中は最高人民会議常任委員会に責任を負う。

## 政務院総理（1972年 - 1998年）
1972年12月27日、朝鮮民主主義人民共和国社会主義憲法（1972年憲法）が制定され、従来の内閣は政務院に改組された。
同憲法では、政務院は最高主権機関の行政的執行機関すなわち最高人民会議に附属する行政執行機関として位置づけられ、国家元首として絶大な権限を有する朝鮮民主主義人民共和国主席（国家主席）および国家主権の最高指導機関である中央人民委員会の指導の下に事業を行うとされた。これにより、政務院の権限は大幅に低下することになった。
政務院の首長として政務院総理の職が設置され、翌日、国家主席に前内閣首相の金日成が、政務院総理に前内閣第一副首相の金一が選出された。

### 任免
国家主席の提議により、最高人民会議が政務院総理を選出・解任する。

### 職権
- 政務院副総理、委員長（大臣級）、部長（大臣）、その他の政務院構成員の任免を中央人民委員会（1992年憲法では最高人民会議および最高人民会議休会中は中央人民委員会）に提議する。
- 政務院全員会議[2]および政務院常務会議[3]を主宰する（政務院会議の招集・指導権は国家主席にも認められている）。

#### 政務院の職権・任務
1972年憲法および1992年憲法における政務院の職権・任務は以下の通り。政務院総理は国家主席（国家元首、中央人民委員会の首班）の指導の下、これらを統括する。
1. 各委員会・各部・政務院直属機関・地方行政委員会事業を指導する。
2. 政務院直属機関を改廃する。
3. 国家の人民経済発展計画を作成し、その実行対策を立てる。
4. 国家予算を編成し、その執行対策を立てる。
5. 工業、農業、建設、運輸、逓信、商業、貿易、国土管理、都市経営、教育、科学、文化、保健、環境保護、観光その他各部門の事業を組織・執行する[4]。
6. 貨幣および銀行制度を強固にするために対策を立てる。
7. 外国と条約を締結し、対外事業を行う。
8. 人民武力建設に対する事業を行う。　※1992年憲法では削除。
9. 社会秩序の維持、国家の利益の保護、公民の権利の保障のための対策を立てる[5]。
10. 政務院決定・指示に反する国家管理機関（行政機関）の決定・指示を廃止する。
11. 政務院決定を採択し、指示を出す。

政務院は最高人民会議、国家主席、中央人民委員会に対して国政上の責任を負う。

## 内閣総理（1998年 - 現在）
1998年9月5日の朝鮮民主主義人民共和国社会主義憲法改正（1998年憲法）により国家機構は大幅に再編された。国家主席と中央人民委員会は廃止され、政務院は内閣に改組された。
1998年憲法では、内閣は最高主権機関の行政的執行機関であり、全般的な国家管理機関と位置づけられ、1972年憲法および1992年憲法における政務院よりも権限がやや強化された。そして、内閣の首長として内閣総理の職が設置され、朝鮮民主主義人民共和国政府の代表として位置づけられた。

### 任免
最高人民会議によって選出・解任される。

### 職権
- 朝鮮民主主義人民共和国政府の代表として、内閣事業を組織し、指導する。
- 内閣副総理、委員長（大臣級）、相（大臣）、その他の内閣の構成員の任命を最高人民会議に提議する。また、最高人民会議休会中、副総理、委員長、相、その他の内閣の構成員の任免を最高人民会議常任委員会に提議する。
- 内閣全員会議[7]および内閣常務会議[8]の主宰。

#### 内閣の職権・任務
1998年憲法および現行憲法（2009年制定、2010年一部修正）による内閣の職権・任務は以下の通り。総理は内閣の首長としてこれらを統括・指導する。
1. 国家の政策を執行するための対策を立てる。
2. 憲法および部門法に基づき、国家管理と関連する規定を制定または修正、補充する。
3. 内閣の委員会、省、内閣直属機関、地方人民委員会の活動を指導する。
4. 内閣直属機関、重要行政経済機関、企業所を新設または廃止し、国家管理機構を改善するための対策を立てる。
5. 国家の人民経済発展計画を作成し、その実行対策を立てる。
6. 国家予算を編成し、その執行対策を立てる。
7. 工業、農業、建設、運輸、逓信、商業、貿易、国土管理、都市経営、教育、科学、文化、保健、体育、労働行政、環境保護、観光、その他の諸部門の事業を組織執行する。
8. 貨幣および銀行制度を強固にするための対策を立てる。
9. 国家管理秩序を確立するための検閲、統制事業を行う。
10. 社会秩序の維持、国家および社会協同団体の所有と利益の保護、公民の権利保障のための対策を立てる。
11. 外国と条約を結び、対外活動を行う。
12. 内閣の決定、指示に違反する行政経済機関の決定、指示を廃止する。
13. 内閣決定および指示を出す。

内閣は最高人民会議に国政上の責任を負い、最高人民会議休会中は最高人民会議常任委員会に責任を負う。

## 歴代の朝鮮民主主義人民共和国首相
| 朝鮮民主主義人民共和国内閣首相 · 조선민주주의인민공화국 내각 수상     | 朝鮮民主主義人民共和国内閣首相 · 조선민주주의인민공화국 내각 수상 | 朝鮮民主主義人民共和国内閣首相 · 조선민주주의인민공화국 내각 수상 | 朝鮮民主主義人民共和国内閣首相 · 조선민주주의인민공화국 내각 수상 | 朝鮮民主主義人民共和国内閣首相 · 조선민주주의인민공화국 내각 수상 | 朝鮮民主主義人民共和国内閣首相 · 조선민주주의인민공화국 내각 수상 |
| 代                                                                    | 首相                                                              | 首相                                                              | 出身党派                                                          | 在任期間                                                          | 備考                                                              |
| --------------------------------------------------------------------- | ----------------------------------------------------------------- | ----------------------------------------------------------------- | ----------------------------------------------------------------- | ----------------------------------------------------------------- | ----------------------------------------------------------------- |
| 01                                                                    |                                                                   | 金日成                                                            | 朝鮮労働党                                                        | 1948年9月9日- 1972年12月28日                                      |                                                                   |
| 朝鮮民主主義人民共和国政務院総理 · 조선민주주의인민공화국 정무원 총리 |                                                                   |                                                                   |                                                                   |                                                                   |                                                                   |
| 代                                                                    | 首相                                                              | 首相                                                              | 出身党派                                                          | 在任期間                                                          | 備考                                                              |
| 01                                                                    |                                                                   | 金一                                                              | 朝鮮労働党                                                        | 1972年12月28日- 1976年4月29日                                     |                                                                   |
| 02                                                                    |                                                                   | 朴成哲                                                            | 朝鮮労働党                                                        | 1976年4月29日- 1977年12月15日                                     |                                                                   |
| 03                                                                    |                                                                   | 李鐘玉                                                            | 朝鮮労働党                                                        | 1977年12月15日- 1984年1月27日                                     |                                                                   |
| 04                                                                    |                                                                   | 姜成山                                                            | 朝鮮労働党                                                        | 1984年1月27日- 1986年12月29日                                     |                                                                   |
| 05                                                                    |                                                                   | 李根模                                                            | 朝鮮労働党                                                        | 1986年12月29日- 1988年12月12日                                    |                                                                   |
| 06                                                                    |                                                                   | 延亨黙                                                            | 朝鮮労働党                                                        | 1988年12月12日- 1992年12月11日                                    |                                                                   |
| 07                                                                    |                                                                   | 姜成山                                                            | 朝鮮労働党                                                        | 1992年12月11日- 1998年9月5日                                      | 再任                                                              |
| 0-                                                                    |                                                                   | 洪成南                                                            | 朝鮮労働党                                                        | 1997年2月21日- 1998年9月5日                                       | 代理                                                              |
| 朝鮮民主主義人民共和国内閣総理 · 조선민주주의인민공화국 내각 총리     |                                                                   |                                                                   |                                                                   |                                                                   |                                                                   |
| 代                                                                    | 首相                                                              | 首相                                                              | 出身党派                                                          | 在任期間                                                          | 備考                                                              |
| 01                                                                    |                                                                   | 洪成南                                                            | 朝鮮労働党                                                        | 1998年9月5日- 2003年9月3日                                        |                                                                   |
| 02                                                                    |                                                                   | 朴奉珠                                                            | 朝鮮労働党                                                        | 2003年9月3日- 2007年4月11日                                       |                                                                   |
| 03                                                                    |                                                                   | 金英逸                                                            | 朝鮮労働党                                                        | 2007年4月11日- 2010年6月7日                                       |                                                                   |
| 04                                                                    |                                                                   | 崔永林                                                            | 朝鮮労働党                                                        | 2010年6月7日- 2013年4月1日                                        |                                                                   |
| 05                                                                    |                                                                   | 朴奉珠                                                            | 朝鮮労働党                                                        | 2013年4月1日- 2019年4月11日                                       | 再任                                                              |
| 06                                                                    |                                                                   | 金才龍                                                            | 朝鮮労働党                                                        | 2019年4月11日- 2020年8月13日                                      | 国務委員会政令によって解任                                        |
| 07                                                                    |                                                                   | 金徳訓                                                            | 朝鮮労働党                                                        | 2020年8月13日- 2024年12月29日                                     | 国務委員会政令によって任命                                        |
| 08                                                                    |                                                                   | 朴泰成                                                            | 朝鮮労働党                                                        | 2024年12月29日- （現職）                                          | 第8期党中央委員会第11回総会（2024年12月）にて任命                 |